# Scuola di Palgrave
Palgrave Academy (Scuola di Palgrave) fu una delle prime dissenting academy, vale a dire una delle scuole o università istituite da dissidenti dalla Chiesa anglicana. Fu diretta dal 1774 al 1785 nel villaggio di Palgrave, nel Suffolk, da Anna Laetitia Barbauld e suo marito, il pastore Rochemont Barbauld. La scuola attrasse genitori che desideravano un'alternativa all'istruzione tradizionale per i propri figli.

## Inizi
Anna Laetitia Barbauld era nata nella tradizione delle c.d. dissenting academies, dato che suo padre John Aikin aveva insegnato prima alla scuola di Kibworth, dove lei aveva ricevuto un'istruzione migliore della maggior parte delle ragazze e donne dei suoi tempi, e poi alla rinomata Warrington Academy, nota come "the Athens of the North" (l'Atene del nord) per la sua stimolante atmosfera culturale. Rochemont Barbauld, il nipote di un Ugonotto (protestante francese), era stato allievo di tale scuola; la coppia si sposò nel 1774 e si trasferì nel Suffolk, ove Rochemont aveva accettato l'offerta di una congregazione e di questa scuola per ragazzi. La coppia dedicò undici anni all'insegnamento nella Scuola di Palgrave. Presto, Anna Laetitia Barbauld non fu soltanto responsabile dell'amministrazione della propria casa ma anche della scuola - di cui era segretaria, inserviente e governante.
La scuola aprì con solo otto ragazzi ma quando i Barbauld se ne andarono nel 1785, vi erano iscritti circa quaranta, una testimonianza dell'eccellente reputazione acquisita dalla scuola. La filosofia pedagogica dei Barbauld attrasse Anglicani tanto quanto Dissidenti. Palgrave sostituiva la rigida disciplina delle scuole tradizionali come Eton, che spesso ricorrevano a sanzioni corporali, con un sistema di "fines and jobations" (multe e lavori o pensi) e addirittura, come si ritiene probabile, "processi minorili", vale a dire processi gestiti dagli alunni per gli alunni stessi. Inoltre, anziché i tradizionali studi classici, la scuola offriva un programma pratico che dava molto peso alle scienze ed alle lingue moderne. La signora Barbauld insegnava le materie fondamentali di lettura e religione ai ragazzi più piccoli e di geografia, storia, composizione, retorica e scienze ai ragazzi più grandi. Pubblicava, inoltre, una "cronaca settimanale" per la scuola e scriveva opere teatrali da far rappresentare dai ragazzi.

## Allievi celebri
Fra gli allievi che si distinsero in seguito vi furono Lord Chief Justice (Primo Presidente delle Corti Superiori) Thomas Denman, primo Barone Denman, lo studioso e traduttore William Taylor, il colonizzatore del Canada Thomas Douglas, quinto Conte di Selkirk, e l'archeologo Sir William Gell. Barbauld ebbe una profonda influenza su molti dei suoi allievi, tanto che Taylor, un eminente studioso di letteratura tedesca, si riferì a lei come "la madre della mia mente"